# 小行星2857
小行星2857（2857 NOT）是一颗围绕太阳公转的小行星。1942年2月17日，利斯·奧特瑪在图尔库发现了此天体。
該小行星以北歐光學望遠鏡的縮寫命名。
这颗小行星的绝对星等为331.3565527777228等。